# 35-я дальне-бомбардировочная авиационная дивизия
35-я дальне-бомбардировочная авиационная дивизия (35-я дбад) — авиационное соединение Военно-Воздушных сил (ВВС) Вооружённых Сил РККА дальней бомбардировочной авиации, принимавшее участие в боевых действиях Великой Отечественной войны.

## История наименований дивизии
- 35-я дальне-бомбардировочная авиационная дивизия;
- 52-я дальне-бомбардировочная авиационная дивизия;
- 52-я авиационная дивизия дальнего действия;
- 24-я авиационная дивизия дальнего действия;
- 3-я гвардейская авиационная дивизия дальнего действия;
- 3-я гвардейская авиационная Днепропетровская дивизия дальнего действия;
- 13-я гвардейская бомбардировочная авиационная Днепропетровская дивизия;
- 13-я гвардейская бомбардировочная авиационная Днепропетровско-Будапештская ордена Суворова дивизия;
- 13-я гвардейская тяжёлая бомбардировочная авиационная Днепропетровско-Будапештская ордена Суворова дивизия.

## История и боевой путь дивизии

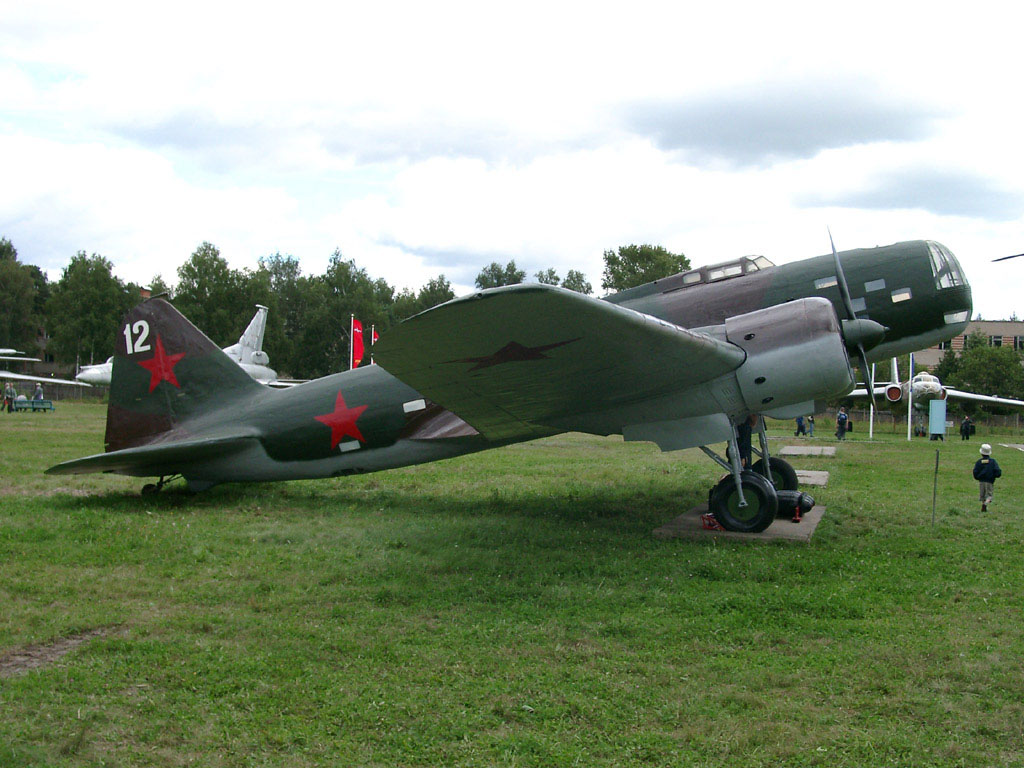
ДБ-3 дивизии

35-я бомбардировочная авиационная дивизия сформирована в соответствии с Постановлением СНК СССР СНК № 1344-524сс от 25 июля 1940 года. Дополнительным Постановлением СНК СССР 2265-977сс от 05.11.1940 г. «О Военно-воздушных силах Красной Армии» предписывалось создать 35-ю дальнебомбардировочную авиационную дивизию с дислокацией на аэродромах Боровская, Карачев и Брянск.. Дивизия именовалась в различных документах по-разному:
- 35-я авиационная дивизия;
- 35-я дальняя бомбардировочная авиационная дивизия;
- 35-я дальне-бомбардировочная авиационная дивизия;
- 35-я дальнебомбардировочная авиационная дивизия.

35-я дальне-бомбардировочная авиационная дивизия сформирована в составе трёх полков:
- управление и штаб (Брянск);
- 100-й дальнебомбардировочный авиационный полк на самолётах ДБ-3Ф (Орёл);
- 219-й дальнебомбардировочный авиационный полк на самолётах ДБ-3Ф (Брянск);
- 223-й дальнебомбардировочный авиационный полк на самолётах ДБ-3Ф (Карачев Брянской области),

В июне 1940 года командиром 100-го дальнебомбардировочного авиационного полка назначен Герой Советского Союза подполковник Балашов Иван Филиппович. С началом войны лётчики 100-го дальнебомбардировочного авиационного полка наносили удары по немецким войскам под Луцком, Витебском, Белой Церковью, Житомиром, Смоленском, Брянском. В конце августа 1941 года самолёты полка, гружёные тремя сотнями ампул с зажигательной смесью «КС» нанесли удар по вражеской колонне юго-западнее Брянска, сорвав попытку прорваться в тыл наших войск.
Из состава 35-й дивизии только 100-й полк с началом войны вылетел на боевое задание: вечером 23 июня два звена бомбардировщиков бомбили авиазавод в Люблине. Однако при возвращении сказались недостаточная штурманская подготовка: несколько экипажей потеряли ориентировку и сели на случайно подвернувшиеся площадки. 25 июня 100-й дбап передал излишки матчасти и технического состава, а также летный состав (одну эскадрилью) на формирование нового 420-го дальнебомбардировочно-го полка. Полк изначально формировался как отдельный дальнебомбардировочный, входил в резерв Ставки и готовился принять новейшие Ер-2.
к 1 июля потери дивизии составили порядка 36 самолётов и 23 экипажа.
Дивизия принимала участие в операциях:
- Приграничные сражения с 22 июня 1941 года по 29 июня 1941 года;
- Киевская стратегическая оборонительная операция с 7 июля 1941 года по 20 августа 1941 года.

20 августа 1941 года на основании Приказа НКО № 0064 от 13 августа 1941 года 35-я дальне-бомбардировочная авиационная дивизия 18-я авиационная дивизия и 48 -я дальне-бомбардировочная авиационная дивизия обращены на укомплектование 52-й дальней бомбардировочной авиационной дивизии.

### В действующей армии
В составе действующей армии дивизия находилась с 22 июня 1942 года по 20 августа 1941 года.

### Командир дивизии
| Звание    | Имя                            | Период                                  | Примечание |
| --------- | ------------------------------ | --------------------------------------- | ---------- |
| Полковник | Каравацкий Афанасий Зиновьевич | август 1940 года — 20 августа 1941 года |            |

### В составе объединений
| Дата          | Армия                            | Корпус                                                                   |
| ------------- | -------------------------------- | ------------------------------------------------------------------------ |
| 05.11.1940 г. | Орловский военный округ          | 2-й бомбардировочный авиационный корпус дальней бомбардировочной авиации |
| 22.06.1941 г. | Дальняя бомбардировочная авиация | 2-й бомбардировочный авиационный корпус дальней бомбардировочной авиации |
| 20.08.1941 г. | Дальняя бомбардировочная авиация | 2-й бомбардировочный авиационный корпус дальней бомбардировочной авиации |

## Состав дивизии
На 22 июня 1941 года
Управление — Брянск
100-й дальнебомбардировочный авиационный полк — Орёл
219-й дальнебомбардировочный авиационный полк (в стадии формирования) — Брянск 
223-й дальнебомбардировочный авиационный полк (в стадии формирования) — Карачев 

За весь период своего существования боевой состав дивизии оставался постоянным:
| Период                     | Наименование                                  | Вооружение          |
| -------------------------- | --------------------------------------------- | ------------------- |
| 05.11.1940 — 13.08.1941 г, | 100-й дальнебомбардировочный авиационный полк | ДБ-3, расформирован |
| 01.01.1941 — 20.08.1941 г. | 219-й дальнебомбардировочный авиационный полк | ДБ-3, расформирован |
| 01.01.1941 — 21.08.1941 г. | 223-й дальнебомбардировочный авиационный полк | ДБ-3, расформирован |